# 托马斯·杜威
托马斯·愛德蒙·杜威（英語：Thomas Edmund Dewey，1902年3月24日—1971年3月16日）是一名美国律師、檢察官和政治人物，1943年到1954年期间担任第47任纽约州州长，1944年和1948年期间两度作为共和党候选人参选美国总统，但都败选。
作為1930年代和1940年代初期的紐約市檢察官和地方檢察官，杜威一直在努力遏制美國黑手黨和有組織犯罪集團的勢力。他最著名是在1936年用強逼賣淫罪名成功起訴黑手黨老大查理·「幸運」·盧西安諾。盧西安諾被判處30年徒刑。他還用逃稅罪名起訴和判決另一個重要的紐約市黑幫、私酒販瓦克西·戈登有罪。杜威曾經幾乎成功逮捕猶太黑幫杜奇·舒爾茲，然而舒爾茲在1935年被黑手黨委員會搶先滅口。

## 生平
1948年大選前的民意調查表明杜威幾乎必獲大勝。1948年《紐約郵報》寫道：“民主黨應該立即承認敗給了杜威，並省下進行選戰活動的資金。”《生活》雜誌刊登了杜威照片，照片下面寫著“下屆美國總統”。同時蒋介石为获取美国援助，決定支持杜威，向杜威競選團隊支付巨额捐款。
選舉前一天，蓋洛普民意測驗預測，杜威會贏得49.5％的選票。美國《芝加哥論壇報》提前用「杜威擊敗杜魯門」做為頭版的標題新聞，但在稍後公布的總統選舉結果中，卻是杜魯門擊敗杜威，杜魯門拿下28個州，獲得303張選舉人票。這張照片成了美國歷史上的著名政治照片。他是第一个出生在20世纪的总统候选人。